# Seohar
Seohar fou un estat tributari protegit, del tipus zamindari al districte de Muzaffarpur a Bihar. Fou fundat al segle XVIII per Sri Krishna Singh de Bettiah al que va succeir el seu fill Ganga Prasad Singh. Llavors va pujar al tron Dristhan Daman Singh que va regnar fins a la seva mort el 1820. El va succeir el seu fill Raghunandan Singh que va morir el 1852 i el va seguir el seu nebot Sheonandan Singh, mort el 1867. El següent rajà fou Sheoraj Nandan Singh que el 3 de març de 1875 va rebre el títol de raja bahadur com a distinció personal.